# Баљио Полина (Трапани)
Баљио Полина је насеље у Италији у округу Трапани, региону Сицилија.
Према процени из 2011. у насељу је живело 16 становника. Насеље се налази на надморској висини од 97 м.